# 逢見リカ
逢見 リカ（あいみ りか、1999年12月30日 - ）は、日本のAV女優。LINX所属。

## 略歴
2019年4月、『身長145cm体重38kg。小さくて細い、でも胸は天然Hカップというミニマム巨乳少女』のキャッチコピーでエスワン専属女優としてAVデビュー。
2020年1月よりマドンナの専属女優となり、同年3月で専属を離れて以降は企画単体女優となる。
2020年9月に延べ100現場達成。
2022年にギャル作品に出たかったことから、黒髪から派手な髪へイメージチェンジを図る。2021年4月発売の『本能で快楽を求める即マン美女GET 水着ナンパ ～真夏のGALとパコパコ祭り!!～』が2022年4月11日週FANZA動画フロアランキングで1位を記録。
2022年7月28日、東京・青山RizMで開催された「LADY MADONNA vol.15」に歌手として出演。
2023年2月13日、FANZA GAMESにゲームを提供している実写ゲームメーカー「AV GAMES」と現役AV女優としては初となる「ゲーム実況配信者」としてスポンサー契約を締結したことを発表。
2024年2月1日から20日まで行われる浅草ロック座の2月公演『Breath』にて、ストリップ・デビューを飾る。
2024年7月1日週FANZA動画フロアランキングにて、出演作を含むベスト盤『【福袋】山と空の野外露出！超人気あの話題作も！！20タイトル53時間オール収録！』（山と空）が3位に浮上した。
同年8月26日週FANZA動画フロアランキングにて、出演した『累計6万DL越え！！ 究極の逆3Pハーレム同人を全編丸ごと忠実実写化！！ 原作:サークルしまぱん 巨乳が2人いないと勃起しない夫のために友達を連れてきた妻 おまけの職場コスFUCKエピソードも特別追加！！』（マドンナ）が10位に急上昇した。
2024年9月15日には、『TREND GIRLS 撮影会 2024』内のTREND GIRLSファッションショーに参加し、ランウェイを歩いた。
2024年10月、2022年にリリースした『その着せ替え人形は恋をする』のパロディAVが公式実写版ドラマよりも原作再現度が高いとネットで話題になり逢見も16日に自身のXで感謝のポストを行った。
ハーレーダビッドソン専門誌『VIBES』Vol.373（2024年11月号）で表紙を担当。
同年11月4日週のFANZA動画フロア週間ランキングにて、出演作収録の『【福袋】顔良し体よし！恥じらい素人からどスケベ社会人まで。ガチの良作ハメ撮りのみを厳選した15作品中出し1050分【個人撮影】』（2024年7月発売、HMN WORKS）が週間ランキング1位に急上昇した。

## 人物
岐阜県出身。趣味・特技は、ゲーム・ピアノ伴奏。
本人のTwitterで投票を行い、ニックネームは「りかたん」、ファンのことを「りかたんず」となった。
人見知りが激しく、学生時代は「影」だったという。ただし好きなことになるとスイッチが入ったようにテンションが高くなり明るくなる。
中学時代の胸のサイズはBカップ。高校時代にカップが大きめのブラをして寄せていたら胸が大きくなったという。子供の頃から大人の女らしいシルエットが好きで大きな胸に憧れており、念願が叶った。体重が軽く身の丈も小さいことで、作品内では駅弁体位をすることが多い。また、体の対比を出したいときは立ちバックが必須となっているという。
AVでは設定の多いドラマ作品を得意としている。設定がないと何をしていいかわからなくなるため。

## 出演作品

### アダルトDVD / BD

#### S1 NO.1 STYLE専属
| 発売日  | タイトル                                                                                                   | 規格品番 | 規格品番  | 備考  |
| 発売日  | タイトル                                                                                                   | DVD      | BD        | 備考  |
| ------- | --- | -------- | --------- | ----- |
| 4月19日 | 新人 NO.1STYLE 逢見リカ AVデビュー                                                                         | SSNI-462 | 9SSNI-462 | [ 2 ] |
| 5月19日 | 初・体・験 めちゃイキ3本番 低身長Hカップ少女の大絶頂SEX たっぷり見せます3時間スペシャル                    | SSNI-481 |           |       |
| 6月7日  | 交わる体液、濃密セックス 完全ノーカット4本番 逢見リカ                                                      | SSNI-491 |           |       |
| 7月7日  | 想像絶する絶頂潮!ミニマム少女を 巨根ポルチオ大開発                                                         | SSNI-513 |           |       |
| 8月7日  | 激イキ108回! 痙攣4800回! 鬼突き12000ピストン! ミニマム巨乳ボディ エロス覚醒 はじめての大・痙・攣スペシャル | SSNI-537 |           |       |
| 9月7日  | 低身長で華奢な彼女が巨漢先輩の馬乗りプレスで寝取られ快楽堕ち                                               | SSNI-561 |           |       |
| 10月7日 | ねっちょり中年おやじと内気な制服巨乳少女 汗、涎、愛液の匂い 真夏の全身汁まみれ淫湿性交                     | SSNI-584 |           |       |
| 11月7日 | 白濁媚薬ローションで性感刺激!超ビンカン全身性感帯に覚醒!未体験ぬるぬるオーガズム性交                       | SSNI-611 |           |       |
| 12月7日 | 最近巨乳になった思春期の従妹と帰省先でこっそりヤリまくった2日間の思い出                                    | SSNI-636 |           |       |

#### マドンナ専属
| 発売日 | タイトル                                                                       | 規格品番 | 規格品番 | 備考 |
| 発売日 | タイトル                                                                       | DVD      | BD       | 備考 |
| ------ | ------------------------------------------------------------------------------ | -------- | -------- | ---- |
| 1月7日 | あのHカップ美女が電撃移籍!! 向かい部屋の人妻                                   | JUL-089  |          |      |
| 2月7日 | 電撃移籍第2弾!! 初本格陵辱作品!! 抱かれたくない男に死にたくなるほどイカされて… | JUL-123  |          |      |
| 3月7日 | 水泳教室NTR Hカップ美女電撃移籍第三弾!! 中出し解禁!!                           | JUL-160  |          |      |

#### 企画単体期間
| 発売日   | タイトル | 規格品番   | 規格品番 | メーカー                            | 備考         |
| 発売日   | タイトル | DVD        | BD       | メーカー                            | 備考         |
| -------- | --- | ---------- | -------- | ----------------------------------- | ------------ |
| 4月13日  | 細身で小柄なひよっこCAが巨漢クレーマー客に昼夜ぶっ通しで種付けプレスされて屈辱アクメ | EBOD-741   |          | E-BODY                              |              |
| 4月19日  | スペンス乳腺開発クリニック 逢見リカ | PPPD-838   |          | OPPAI                               |              |
| 4月19日  | 【神エロボディ】 スタイル抜群の激カワ娘!ドスケベボディが痙攣しまくり快楽絶頂!ナマチ○ポでアヘ顔イキ狂い! | TIKP-044   |          | チキチキカマー/妄想族               |              |
| 4月25日  | 通りすがりのAV女優 17 神宮前直送、ちちざんまい編 | HMNF-065   |          | HMJM                                |              |
| 5月1日   | コンドームが破れてまさかの生ハメ!超加速するピストンで何度も中出し! | WANZ-960   |          | ワンズファクトリー                  |              |
| 5月1日   | 潮、汗、涎、あらゆる穴から淫液まみれ垂れ流し極潤性交 | DOCP-221   |          | DOC                                 |              |
| 5月7日   | 円女交際 中出しoK18歳Hカップちく敏感娘 | PKPD-090   |          | パコパコ団とゆかいな仲間たち/妄想族 |              |
| 5月10日  | 青春 3年自慰組 ミライもんすたー エロカワ女子校生との放課後円女交際 | EQ-513     |          | ブリット                            |              |
| 5月22日  | Hカップ超感度ビーチク号泣イキ! ゲンセキ | GEKI-008   |          | GENSEKI                             |              |
| 5月29日  | 最高の愛人と、最高の中出し性交。56 | SGA-142    |          | プレステージ                        | 「りか」名義 |
| 6月7日   | おっぱいで超誘惑してくる新人セクキャバ嬢 | URLH-016   |          | unfinished                          |              |
| 6月12日  | 発射無制限!! 人気ヘルス嬢だらけの抜き差しバッチリ! 癒しのパイパン裏ヘルス 2 お店に秘密で本番行為OKの裏風俗店 | MDBK-110   |          | BAZOOKA                             |              |
| 6月16日  | ザ・ノンフィクション 声は出てないけど感じています… ヤラセなし! SEXドキュメント | MXGS-1139  |          | MAXING                              |              |
| 6月25日  | マジックミラー号 真夏の海水浴場編 10代水着美少女が何度も射精させるほど高額賞金GET! 連続射精チャレンジ! 発射を促すためにキツキツ桃色おま○こに挿入も! 6名出演全員SEX合計16発射! | SDMM-066   |          | SODクリエイト                       |              |
| 6月25日  | 桃色かぞくVOL.16 一人暮らし社畜の僕。妹は3日間おっぱいで励ましてくれました。 | SDMF-014   |          | SODクリエイト                       |              |
| 6月25日  | ボイン大好きしょう太くんのHなイタズラ 背徳のボイン継母(ままはは)編 | GVH-081    |          | グローリークエスト                  |              |
| 6月26日  | Victim Girls R 私は、負けません! | SDMF-014   |          | TMA                                 |              |
| 6月26日  | パコれる素人さん。 DOC AMATUR CH vol.12 | DAC-012    |          | DOC                                 |              |
| 7月3日   | 透ケール SUKESUKE 29 水着円光 | SKSK-029   |          | SUKESUKE                            |              |
| 7月7日   | 逢見リカ レズ解禁 濃厚キスのゴージャスレズビアン 逢見リカ 向井藍 | BBAN-286   |          | ビビアン                            |              |
| 7月10日  | オイルボイン ぬるぬるテカテカ極上Hカップ | EKDV-636   |          | e-kiss                              |              |
| 7月10日  | 極上ボディで何度も射精させちゃう 超淫乱高級デリヘル嬢 4 | MDBK-116   |          | BAZOOKA                             |              |
| 7月19日  | 無防備すぎる巨乳妹と目のやり場のないメチャ狭ワンルーム同居性活 | ROYD-017   |          | ROYAL                               |              |
| 8月1日   | 初恋相手と今の彼女を同時に犯された僕 【やっと手を繋いだ今の彼女】と【手を触れたこともない初恋相手】のセックスを目の前で見せつけられる究極のNTR | MIAA-263   |          | MOODYZ                              |              |
| 8月7日   | ど変態 エロコスプレイヤーVVIPオフ会 | DOCP-238   |          | DOC                                 | 「YURI」名義 |
| 8月10日  | ガチ軟SELECT’S 厳選! 巨乳で顔良しのレアなシロウト大発見! | HEZ-196    |          | ホットエンターテイメント            |              |
| 8月14日  | 素人女子大生限定! パンティ素股でカチカチち●ぽがアソコに擦れて赤面発情! クロッチは恥ずかし汁まみれ! そのまま生で擦り合わせて、ヌルヌルワレメに結局つるんっと入って生中出し!! ～赤面女子2周年記念特別編 10人収録10時間撮り下ろし | SKMJ-114   |          | 赤面女子                            |              |
| 8月27日  | 真・時間が止まる腕時計パート18 逢見リカ | RCTD-348   |          | ROCKET                              |              |
| 8月28日  | 夫じゃイケないしくじり妻が気持ち良すぎて思わず叫んじゃうごめんなさいGスポット! ずっーっと腰振り回し続けるイクイク騎乗位中出し | SIM-088    |          | しろうとまんまん                    |              |
| 9月1日   | 完全主観で楽しむ逢見リカとの新婚生活 | EMOT-011   |          | プラネットプラス/エモーション       |              |
| 9月1日   | オンライン授業で担任教師を犯しているのをクラス全員に晒してやった。 逢見リカ | MIAA-309   |          | MOODYZ                              |              |
| 9月1日   | 学年でもトップクラスの成績を誇る無口な（意外に女子からモテる）オレ。今日も勉強を教えてほしいと女子たちがウチにやって来る。勉強を教えてあげる代わりに…と言いつつ、童貞のフリして「オッパイ見せて」とお願いすると頬を赤らめているので デカチンを見せてあげた…                                                                                          | CLUB-616   |          | 変態紳士倶楽部                      |              |
| 9月4日   | 学校痴漢 逢見リカ | TYD-002    |          | ドリームチケット                    |              |
| 9月4日   | ねぇ、ひさしぶりに休みが一緒になったから、今日いっぱいSEXしない? 逢見リカ | HODV-21506 |          | h.m.p                               |              |
| 9月7日   | 父が出かけて2秒でセックスする母と息子 逢見リカ | VENU-960   |          | VENUS                               |              |
| 9月10日  | ファーストクラス絶品妻ナンパ 連続イカセFUCK 生中出し 10 | HEZ-208    |          | ホットエンターテイメント            |              |
| 9月10日  | マジックミラー号ハードボイルド 飲み会中のほろ酔い女子大生がペニスリング・ローターを初体験! 激震チ○ポで何度もイキ潮を吹かされた素人娘にこっそり中出し! さらに「あなたよりヤリマンな友達を紹介して♡」と呼んでもらったSEX好きJDと中出しの限界に挑戦 | SVDVD-815  |          | サディスティックヴィレッジ          |              |
| 9月13日  | 公開羞恥ヌードデッサンモデル! おま○こパックリ下品ポーズで生チ○ポ合体!! おっぱい爆揺れアクメ声ガマン限界! イッても追い打ちピストン加速でエビ反り大絶頂! | HJMO-440   |          | はじめ企画                          |              |
| 9月13日  | クレーム対応で自宅に来たOLに利尿剤入りのお茶を飲ませて 長い説教とお仕置きセクハラに我慢できず失禁イキ 2 | MIAA-304   |          | MOODYZ                              |              |
| 9月25日  | 跨りエステ痴嬢 ～巨乳美女が騎乗STYLEでねっとり施す射精術～ 逢見リカ | AGAV-035   |          | SEX Agent/妄想族                    |              |
| 9月25日  | 彼氏のチ○ポが小さくてガッカリしてる妹が10年ぶりに見た兄のチ○ポが大きくてムラムラしちゃって寝ている兄のデカチンに勝手にまたがりワガママ騎乗位でイキまくる! | SIM-091    |          | プレステージ                        |              |
| 10月7日  | ノーブラおっぱいで猛烈アピールしてくる息子の嫁に中出しで応えてしまった絶倫の義父 | VENU-967   |          | VENUS                               |              |
| 10月8日  | 羞恥 新任女教師が学習教材にされる男子校の性教育 生徒の目の前で無遠慮な指が膣に挿入される! プライドは崩壊するが、子宮の奥から愛液があふれ出る 4 | SVDVD-820  |          | サディスティックヴィレッジ          |              |
| 10月9日  | 本物全裸素人 セクシーヌードポーズファイル 2 | SUPA-543   |          | S級素人                             |              |
| 10月13日 | 黒パンスト優等生 | MIBB-005   |          | ミル                                |              |
| 10月19日 | 「妊娠しちゃうから…絶対ダメなのに…でも…」 してはいけない相手とのしてはいけない危険日に何度も何度も妊娠確実な連続中出し! | HUNTA-877  |          | Hunter                              |              |
| 10月22日 | 緊縛解禁 女子校生中出し孕ませ調教 | IESM-055   |          | アイエナジー                        |              |
| 10月23日 | 夫には絶対見せられない白昼の絶叫 ～謎の整体師 不妊治療～ | GNAX-038   |          | NAGIRA                              |              |
| 11月1日  | 息子の嫁 | NACR-362   |          | プラネットプラス/ 七狗留            |              |
| 11月7日  | だれとでも定額挿れ放題! 月々定額料金さえ支払えば、校内の女子生徒や女教師でもだれでも挿れ放題! 2 | HUNTA-878  |          | Hunter                              |              |
| 11月12日 | 危険日直撃!! 子作りできるソープランド 24 | MIST-317   |          | Mr.michiru                          |              |
| 11月19日 | 敏感極上ボディ痙攣絶頂 怒涛の責めに妖艶な歓喜の喘ぎ | TPPN-179   |          | TEPPAN                              |              |
| 11月19日 | 家庭教師の先生に授業時間2時間連続中出しセックスで痙攣イキ! ボクの家庭教師の先生がエロすぎる! エッチの経験のないボクには刺激がたまらない! | HUNTA-891  |          | Hunter                              |              |
| 11月25日 | 女体拷問研究所 III JUDAS FINAL STAGE Story-4 新たなる残酷の夜明けに散りゆく紅華 | DBER-089   |          | Baby Entertainment                  |              |
| 11月27日 | ターゲットはマッハピンク 疾走戦隊マッハレンジャー | GIGP-20    |          | GIGA                                |              |
| 12月3日  | W巨乳奴隷 佐知子 逢見リカ | GVH-159    |          | グローリークエスト                  |              |
| 12月4日  | しくまれた媚薬痩身エステ 3 施術師が怪しいので警戒していたが、秘かに盛られた媚薬でまんまと快楽堕ち!! | UMD-757    |          | LEO                                 |              |
| 12月10日 | 性交一家 お兄ちゃんと密かにできていた妹 大嫌いな父にバレて肉奉仕をさせられる | HBAD-565   |          | ヒビノ                              |              |
| 12月19日 | 彼女のお姉さんは巨乳と中出しOKで僕を誘惑 | PPPD-891   |          | OPPAI                               |              |
| 12月19日 | 【泊め男専用】巨乳家出娘と朝から晩まで孕ませ脳バグ調教 | TIKP-052   |          | チキチキカマー/妄想族               |              |
| 12月19日 | 頭が真っ白になるほど錯乱する女体の逃げ場なき惨劇 くすぐり絶頂地獄拷問 TICKLING OVERDRIVE ECSTACY | DBER-092   |          | Baby Entertainment                  |              |
| 12月19日 | 「恥ずかしいから絶対のぞいちゃダメだよ…!」 思春期従妹が布団の中に潜り込んでボクのチ○ポをイジくりだして… | HUNTA-914  |          | Hunter                              |              |
| 12月19日 | 料理、ヨガ、ゴルフなどを個人的に教えてくれる「大人の家庭教師」の無料講座に申し込んだら、若くて綺麗な先生が来て超ラッキー! しかもレッスンに夢中で無防備だから胸チラやパンチラが見放題! 当然、勃起はとまりません! あまりにガン見していたらバレて怒られるかと思いきや、ボクの勃起に気付き逆に襲われちゃいました! 無料でおいしい思いができちゃいました!! | HUNTA-911  |          | Hunter                              |              |
| 12月24日 | 朝から晩まで接吻まみれ 愛し合うレズカップルのお泊まりデート | HAVD-1003  |          | ヒビノ                              |              |
| 12月24日 | 黒髪娘のクリトリスの形までハッキリわかる! ノーモザイク連続絶頂パンツ越しオナニー | IENF-117   |          | アイエナジー                        |              |
| 12月26日 | 個人撮影会にやってくるファン相手に○秘営業で指名と小遣いを稼ぐNo.1個撮アイドル リカちゃん | JUKF-052   |          | JUMP                                |              |

| 発売日   | タイトル | 規格品番  | 規格品番 | メーカー                   | 備考       |
| 発売日   | タイトル | DVD       | BD       | メーカー                   | 備考       |
| -------- | --- | --------- | -------- | -------------------------- | ---------- |
| 1月2日   | えっ!! 友達のカノジョが僕の布団の中に潜り込んできたっ?! 「ねえ、しよっか? 布団の中だったらバレないからしてもいいよ♡」 3 | UMD-763   |          | LEO                        |            |
| 1月8日   | 温泉客が居ても浴衣の中の抱っこSEXで挿入して逃がさず何発も膣射させる痴女っこ | NHDTB-482 |          | ナチュラルハイ             |            |
| 1月15日  | 憧れの同僚と卑猥な完全主観性交 Vol.001 | BAZX-268  |          | BAZOOKA                    |            |
| 1月19日  | 一般男女モニタリングAV 女子○生限定高額アルバイト企画! 学校帰りに声をかけた有名進学校に通う素人女子○生をインタビュー中にノンストップザーメンぶっかけ! 合計61発 溜まりにたまった濃厚精子を大量に浴びせられて制服・髪・顔まで精子でべっとり! うぶなJ○オマ○に大人のデカち○ぽをねじ込みザーメンまみれSEX!! 精子まみれで恥じらうJ○たちをたっぷりお見せします! 4 | DVDMS-625 |          | DEEP'S                     |            |
| 1月19日  | 『私本当はすごいスケベなんです!』 超エロい真面目女と情熱的な濃厚SEX!! とにかく我を忘れて開放的な濃厚なSEX! 当然、付き合うことはしなかったけど良いセフレになっちゃいました! | HUNTA-937 |          | Hunter                     |            |
| 2月1日   | 逢見リカの凄テクを我慢できれば生★中出しSEX! | WAAA-027  |          | ワンズファクトリー         |            |
| 2月5日   | 産婦人科痴漢!! 12 何も知らない若妻に治療と称して中出しまでっ!! | UMD-766   |          | LEO                        |            |
| 2月7日   | 顔出しMM号 女子大生限定 ザ・マジックミラー リアル友達関係の男女の素人大学生が生まれて初めての素股に挑戦! 2人っきりの密室でクリトリスとチ○ポを擦り合わせると友情の壁を超え我慢できずにヌルッと挿入してしまうのか!? 6 人生初の真正中出しスペシャル! in 池袋                                                                                                 | DVDMS-626 |          | DEEP'S                     |            |
| 2月11日  | 唾吐きと聖水で責める体液痴女 | NEO-752   |          | RADIX                      |            |
| 2月12日  | クラスの端にいる地味で三つ編みメガネ陰キャ娘は… 脱いだら爆乳 | MDTM-702  |          | 宇宙企画                   |            |
| 2月12日  | バトルプリンセス スパンデクサーコスモエンジェル 死闘の代償 | GHMT-34   |          | GIGA                       |            |
| 2月19日  | 憑依ドラッグ 女の体になる欲望をかなえる究極の女体化エロス | OMHD-004  |          | ドグマ                     |            |
| 2月25日  | 乳欲剤 ～デカ乳ありがとうございますGカップ以上おめでとうございます～ | AGMX-071  |          | SEX Agent/妄想族           |            |
| 3月1日   | 嫉妬に狂った重量圧迫ポルチオ直撃ピストンで理性崩壊アクメ調教 昔好きだった幼なじみを問答無用種付けプレスNTR | WAAA-041  |          | ワンズファクトリー         |            |
| 3月7日   | イラマ × 中出し×ぶっかけ輪姦 いつも男に混ざって遊ぶ色気も無いし、生意気な女子社員にイラマ! 中出し! ぶっかけしまくってチ●ポ堕ちさせるまで | HUNBL-035 |          | Hunter                     |            |
| 3月11日  | 極小ハイレグ水着deバイブオナニー | GUN-749   |          | RADIX                      |            |
| 3月12日  | 即尺即ハメOK! 爆乳メイドと排卵日子作りエッチしよッ | MDTM-709  |          | 宇宙企画                   |            |
| 3月13日  | 週末、両親不在で… 僕の部屋は爆乳ビッチ達の溜まり場と化した。 | EBOD-807  |          | E-BODY                     |            |
| 3月26日  | セーラーヒロイン15YEARS AFTER 忘れられない想い 偽りの愛に縋るセーラーシャルム | GHMT-56   |          | GIGA                       |            |
| 4月1日   | 濃交 ～身長145cmのミニマムGカップ美少女の濃密リアル中出しSEX～ | XVSR-586  |          | MAX-A                      |            |
| 4月8日   | 百瀬あすかレズ解禁 従姉に恋した私 百瀬あすか 逢見リカ | IESP-679  |          | アイエナジー               |            |
| 4月9日   | 終電を逃した酔っ払った同僚とホテルで相部屋に… あまりの無防備な姿に我慢出来なくなって… Vol.007 | SABA-690  |          | S級素人                    |            |
| 4月15日  | 本能で快楽を求める即マン美女GET 水着ナンパ ～真夏のGALとパコパコ祭り!!～ | ZAX-001   |          | ピーターズMAX              |            |
| 5月1日   | 泡姫桃源郷 絶対生中出し出来る美少女ソープ嬢 | XVSR-590  |          | MAX-A                      |            |
| 5月1日   | 初催眠中毒 彼女の初音 -プルミエ- | ANX-133   |          | ヒプノシスラボ             |            |
| 5月1日   | 彼女、中出しされるってよ。 | SQTE-366  |          | S-Cute                     |            |
| 5月7日   | 内見中に大きな胸を揉まれ感じた巨乳不動産レディは生でヤられても拒めない? | DANDY-763 |          | DANDY                      |            |
| 5月19日  | 「お姉ちゃんやめて…」「ごめんね…」いじめっ子の命令に逆らえない超仲良しのお姉ちゃんがボクのチ○ポを使って強制近親相姦! 2 | HUNTB-009 |          | Hunter                     |            |
| 5月20日  | 羞恥 生徒同士が男女とも全裸献体になって実技指導を行う質の高い授業を実践する看護学校実習2021 森日向子 逢見リカ 新條ひな 斎藤みなみ | SVDVD-858 |          | サディスティックヴィレッジ |            |
| 5月20日  | 田舎のお嬢様学校の女子○生をさらってレイプ、射精直前に「お前より可愛い娘を今すぐ電話で呼ばないと中出しするぞ」と脅して友達を連れてこさせてその娘もレイプ、そして結局全員にナマ中出し! 新旧含めVol.14 | SVDVD-862 |          | サディスティックヴィレッジ |            |
| 5月20日  | 息子の嫁がセックスレスで巨乳を持て余し、見せつけ誘惑! 「義父様に夫の責任取ってもらおうかしら♡」 夫や義母の目を盗んで義父とハメまくるいけない人妻たち | SW-776    |          | SWITCH                     |            |
| 5月25日  | 生意気だから犯してやった 強引に濡らされた妻 逢見リカ | NSPS-994  |          | ながえSTYLE                |            |
| 6月4日   | おっパブの天才 逢見リカ | DFE-053   |          | ワープエンタテインメント   |            |
| 6月4日   | 近親素股プレイでハプニング!! 妹とセックスの練習中に間違ってヌルンと挿入!! 3 | UMD-783   |          | LEO                        |            |
| 6月10日  | 大嫌いな義父に…。気持ち悪い叔父に…。媚薬を盛られチ○ポを奪い合うほど発情し逆3Pでイキまくる巨乳姉妹 | NHDTB-540 |          | ナチュラルハイ             |            |
| 6月13日  | 催眠マンション603号室 -夢魔の残像- 逢見リカ 葵百合香 | AXN-134   |          | ヒプノシスラボ             |            |
| 6月13日  | 禁親相姦の家 | HOKS-096  |          | FAプロ                     |            |
| 6月13日  | 童貞さんいらっしゃい!! 天使のように優しい現役介護士さんチャレンジ・ザ・ミッション! 授乳手コキ & おっぱいハグ! 恥じらい赤面素股プレイ中ぐちょぐちょマ●コにヌルっと挿入筆おろしSP Vol.001 | SABA-702  |          | S級素人                    |            |
| 6月19日  | わたしたちのおま●こは営業自粛しません! ゼッタイ! 巨乳ギャルの自粛中出しバイト! 逆3Pハメ撮りハーレム! 逢見リカ 伊佐木リアン | BLK-501   |          | kira☆kira                  |            |
| 6月25日  | 美闘士ティナ ～FINAL Fxxk ASSAULT～ 逢見リカ | GHMT-91   |          | GIGA                       |            |
| 6月25日  | 天然巨乳なオッパイこそが最強! 破壊力ありすぎの神乳女子○生に生中出し! 2 | BAZE-002  |          | BAZOOKA                    |            |
| 7月1日   | ホテルの予約ミスで相部屋になった女上司とチェックアウトまでめちゃくちゃ中出し交尾した一部始終 | CLUB-644  |          | 変態紳士倶楽部             |            |
| 7月1日   | 文京区にある女教師が通う整体セラピー治療院 29 | CLUB-643  |          | 変態紳士倶楽部             |            |
| 7月7日   | 勝てば女王。負ければ奴隷。 キャバクラ嬢レズビアン 木下ひまり 逢見リカ | BBAN-334  |          | ビビアン                   |            |
| 7月7日   | 「おち○ちんの皮を剥いてちゃんと洗わなきゃダメだよ!」 ボクの事をいつまでも子供扱いする年の離れた姉がボクの包茎チ○ポの皮を剥いてちゃんとキレイに洗おうとする! 4 | HUNTB-051 |          | Hunter                     |            |
| 7月8日   | お願いを断れず献身的なパイズリ挟射で性処理してくれる巨乳看護師 VOL.2 | DANDY-771 |          | DANDY                      |            |
| 7月13日  | 両親不在の1週間…【海外生まれで性に超オープン】常に半裸のハーフ姉妹と僕だけの巨乳まみれ3人共同生活 楪カレン 逢見リカ | EBOD-843  |          | E-BODY                     |            |
| 8月13日  | ザ・和姦9 犯された男に狂う妻 逢見リカ | NSFS-015  |          | ながえSTYLE                |            |
| 8月13日  | ノーカットセレクション新スーパースター降臨 逢見リカ8時間BEST | MDTM-738  |          | 宇宙企画                   | 単体ベスト |
| 8月13日  | 女子大生6人、男は僕1人だけのハーレム温泉旅行! 7P大乱交in露天風呂でイキまくった後も、性欲旺盛なJD達のセックス要求は留まらず! 各々の部屋に僕を連れ込み、朝までヤったりヤられたりの全エロ行為詰め込みSP! | SKMJ-194  |          | 赤面女子                   |            |
| 8月13日  | ミルシルバー パンストアメイジング | KDMI-038  |          | ミル                       |            |
| 8月19日  | いつでも好きなタイミングで誰とでもエッチ出来ちゃうカワイイ巨乳女子大生だらけのシェアハウスに入居したボクは受験勉強そっちのけでヤったりヤラれたりで夢のヤリチン生活! 2 | HUNTB-074 |          | Hunter                     |            |
| 8月26日  | アナルのシワの数までハッキリわかる! ノーモザイク連続絶頂アナル見せオナニー 3 | IENF-162  |          | アイエナジー               |            |
| 8月27日  | 大っ嫌い!!な義理の父に犯されてます。 逢見リカ | HZGD-196  |          | 人妻花園劇場               |            |
| 9月7日   | 声出しちゃダメな状況でイキまくりセックス 逢見リカ | JMTY-052  |          | ティーチャー/妄想族        |            |
| 9月9日   | 時間を止められる男は実在した! 超THE REVIVAL ※史上最多、被害者数9名 ー“夏の青春”をしている部活女子〇生たちに中出しレ〇プ編ー | SDDE-653  |          | SODクリエイト              |            |
| 10月12日 | ハプニングホテル ～145センチHカップ! ドスケベすぎる細身巨乳女子参戦! パコりまくりの乳揺れ乱れ打ち性交!～ 逢見リカ | BAHP-088  |          | バルタン                   |            |
| 9月28日  | 『まだまだ寝かせないからね!』 酔ってエロくなった二人の巨乳女上司にダブル巨乳サンド & ダブル杭打ちピストンされて朝までSEXやりまくり!! 2 | HUNTB-101 |          | Hunter                     |            |
| 10月7日  | 妹たちのスカートが短かすぎパンツ丸見え! 他の男とのHやオナニーを見せつけられ兄の理性吹っ飛び家族が留守中ワレメ壊れるまでピストンしてしもた! | SW-803    |          | SWITCH                     |            |
| 10月7日  | カメコの週末ヒロイン 現役グラドル非公式バイト 太ヲタ限定! 裏個人撮影会4時間 | KAMEX-001 |          | CUBE                       |            |
| 10月12日 | 『もしかしてもうイキたいの?』『まだダメだよ我慢して! でも激しく突いて』 童貞のボクに小悪魔ヤリマン義妹がカニばさみロックしながら悪魔の囁き! | HUNTB-118 |          | Hunter                     |            |
| 10月19日 | 国語・算数・理科・風俗 実写版 午後の授業は風俗と化す夢みたいな学校の話 | MUDR-165  |          | 無垢                       |            |
| 10月19日 | ミルシルバー着衣アメイジング | KDMI-039  |          | ミル                       |            |
| 10月19日 | 湘南の海で出会った水着ギャルと一般デカチン男性が初対面マッチングCARで「素股オイルマッサージ」に挑戦! 見知らぬ男女は快楽のあまり密着即ズボで中出しまでしてしまうのか!? 2 | HJMO-475  |          | はじめ企画                 |            |
| 10月20日 | 時間を止めてヤリタイ放題 むちむちスーツ姿で働くお姉さんにイタズラ三昧 | DOKI-016  |          | STAR PARADISE              |            |
| 10月26日 | 投稿実話 事件に巻き込まれた妻 2 ～妻が男たちの性欲の標的にされた～ | NSFS-036  |          | ながえSTYLE                |            |
| 10月26日 | そこは知る人ぞ知る先祖代々続く由緒正しきソープランド泡多家。家族総出でソープランドを経営! 女は泡姫として男は裏方として働いている。そんな伝統ある名家に存続の危機が訪れる… なんと娘の一人がOLになりたいと言い始め一家は大混乱! | HUNTB-122 |          | Hunter                     |            |
| 11月2日  | 杭打ちピストンで乳首こねくり回す痴女エステシャン 逢見リカ | XVSR-620  |          | MAX-A                      |            |
| 11月9日  | 極上マゾ女。今日も調教されにいきます。 逢見リカ | BAEM-014  |          | バルタン                   |            |
| 11月16日 | 鉄枷少女 逢見リカ | DDHH-033  |          | ドグマ                     |            |
| 11月16日 | 美人のデカ尻人妻が固定ディルド当てゲーム 利き竿イッポン勝負! 見事当てたら賞金100万円! 外せばその場でデカチン即ハメ! ディルドでイッた直後の敏感マ●コに旦那より大きいチ●ポでハメられイキまくった奥様は中出しも拒めないのか!? vol.4 | HJMO-479  |          | はじめ企画                 |            |
| 11月20日 | Gカップ美人先生のおっぱいが当たってしまう音楽教室 逢見リカ | KIR-047   |          | STAR PARADISE              |            |
| 11月23日 | 全裸メンズエステ 恵比寿店 | AGMX-099  |          | SEX Agent/妄想族           |            |
| 12月9日  | 整体院で絶倫じぃさんに媚薬を盛られ敏感になった巨乳をしゃぶられイカされ続けた女子○生 | NHDTB-607 |          | ナチュラルハイ             |            |
| 12月14日 | 初川みなみと逢見リカ レズビアンドキュメント | BBAN-352  |          | ビビアン                   |            |
| 12月14日 | あなたを見つめながらのカメラ目線おしゃぶり | AGMX-103  |          | SEX Agent/妄想族           |            |
| 12月21日 | 縄酔い人妻 私の妻を緊縛モデルにしてください… 逢見リカ | OIGS-042  |          | AVS collector’s            |            |

| 発売日   | タイトル | 規格品番   | 規格品番 | メーカー                            | 備考                               |
| 発売日   | タイトル | DVD        | BD       | メーカー                            | 備考                               |
| -------- | --- | ---------- | -------- | ----------------------------------- | ---------------------------------- |
| 1月4日   | 逢見リカが一日かけてゆっくりじっくり童貞君を筆おろししてアゲル | XVSR-632   |          | MAX-A                               |                                    |
| 1月4日   | ヤレる人妻回春マッサージ 31 中出し交渉盗撮 | CLUB-663   |          | 変態紳士倶楽部                      |                                    |
| 1月7日   | 優等生J●は全裸露出がお好き? 「誰かにバレたらどうしよう!?」と、放課後にセルフ露出するJ●。その一部始終を目撃してしまった僕は… Vol.6 | GZAP-061   |          | ゲッツ!!                            |                                    |
| 1月11日  | 童貞の父 18年前、童貞で父親になったボク。親友の子を父として育てるようになって18年。いまだに本当の両親の事は伝えていない。当時童貞だったボクは、ある事情で生まれたばかりの友人の娘を預かることになり、突然、未婚状態で父親（義父）になってしまった。だから、今もまだ童貞だ…。～真実の告白～ 親友の子を父として育てるようになって18年。18歳の誕生日にはちゃんと説明しようと思ったが最近、娘（義娘）の発育が著しいうえ無防備なので見ては行けないと思いつつガン見してしまい思わず勃起してしまった…。どうしても衝動が押さえきれなかったボクは娘（義娘）で童貞喪失してしまう… | HUNTB-182  |          | Hunter                              |                                    |
| 1月11日  | ノーハンドフェラは奴隷の証! 4 手を使わずにフェラチオする10人の素人娘 | KAGP-212   |          | かぐや姫Pt/妄想族                   |                                    |
| 1月14日  | 恋する二人 ねえ、モーニングコーヒー飲んだらエッチのつづきしない? 逢見リカ | HODV-21639 |          | h.m.p                               |                                    |
| 1月18日  | THEドキュメント 本能丸出しでする絶頂SEX いい女のナイスBODYをゴン攻め淫覚痙攣キメキメキメセク 逢見リカ | BIJN-214   |          | 美人魔女/エマニエル                 |                                    |
| 1月18日  | 生徒会長は真性露出狂 ～男子垂涎のHカップ美少女編～ 逢見リカ | SORA-358   |          | 山と空/妄想族                       |                                    |
| 1月25日  | 『ねぇ～どっちのマ○コが気持ちいい?』 ダブルピストン騎乗位 & ダブル巨乳サンドされながら巨乳すぎる先輩女子社員とまさかの3P! どっちのマ○コが気持ち良いか競い出して…。 | HUNTB-187  |          | Hunter                              |                                    |
| 2月8日   | インターナショナルスクールに通うアジアン美少女の放課後ヤリまくり円光 リカ / テン / リン | MDBK-224   |          | BAZOOKA                             |                                    |
| 2月11日  | もしも… 終電逃した男女の友達が「混浴温泉で洗いっこ」 体験したらどうなるの…!? 友人・仕事・先輩後輩関係の男女2人がほろ酔いで心も体も裸になり混浴温泉で互いの身体を洗い合い男女同時発情… 果たして一線を越えてSEXしてしまうのか!? 2 | SKMJ-253   |          | 赤面女子                            |                                    |
| 2月15日  | 業界最高峰W極スリム巨乳独り占め 天国に最も近い中出し無制限ソープ 逢見リカ 結城りの | EBOD-894   |          | E-BODY                              |                                    |
| 2月15日  | 一般男女モニタリングAV 素人大学生限定 友達同士の男女がザーメン20mlを溜めるまで出られない密室からの脱出に挑戦! 8 女子大生が男友達を射精させるために恥じらいながらも手コキ・オナホコキ・フェラ・セックス! 何発出しても萎えない友達チ○ポと大量の精子を目の当たりにして思わず濡れる女子大生マ○コは性欲のままに何度も生挿入で連続中出し! | DVDMS-769  |          | DEEP'S                              |                                    |
| 2月20日  | 六本木発 超高級美女独り占め!! 出張型ストリップデリヘル | YOZ-390    |          | STAR PARADISE                       |                                    |
| 3月4日   | 発禁 06 エステティシャン 葵（22） | WZEN-054   |          | ワープエンタテインメント            |                                    |
| 3月22日  | 幼馴染が女子に襲われレズ真っ最中! 昔から片思いしていた幼馴染女子が女子に寝取られた! 納得できないボクは2人の間に割って入ったら、じゃ彼女をイカせた方が正式な彼氏でいいよね?と提案され幼馴染をどっちがイカせるのかイカせ合いが始まった! でもボクの目の前にはマ○コが2つあるし我慢できなくなり… | HUNTB-235  |          | Hunter                              |                                    |
| 3月26日  | ご主人のチ●ポが物足りず毎日エロ漫画でオナってるド性欲妻 妄想セックスでは我慢できずに浮気チ●ポ欲しさにやってきた 逢見りか | MACB-029   |          | Shark                               |                                    |
| 4月7日   | 可愛い保育士さん! 童貞クンにオッパイ吸わせてもらえませんか? 母性溢れる授乳手コキで勃起したチ○ポを聖母様が生挿入! そのまま中出しで筆おろしさせてくれました! | IENF-203   |          | アイエナジー                        |                                    |
| 4月21日  | 私、脱いだらスゴいんだから! 今まで女として意識していなかった幼馴染がいつの間にかスゴいボディに成長していて大コーフン! | IENF-207   |          | アイエナジー                        |                                    |
| 5月5日   | 粘着ストーカーMの温泉盗撮・旅館侵入記録特別編＃60 | SHIND-031  |          | 蜃気楼                              |                                    |
| 5月10日  | ザ・清純派 逢見リカ ベスト | NSFS-090   |          | ながえSTYLE                         | 単体ベスト                         |
| 5月10日  | 超絶技巧で全身をじっくりと舐めまわすスローリップデリヘル | REAL-795   |          | REAL                                |                                    |
| 5月17日  | 巨乳デリヘル 逢見リカ | ONSG-050   |          | ゲインコーポレーション              |                                    |
| 5月17日  | パパ活の裏側 「資金を援助する代わりにパパ活でGETした巨乳ギャルとの中出しSEX動画買取らせてくれませんか?」 | TIKP-069   |          | チキチキカマー/妄想族               |                                    |
| 5月17日  | 美乳人妻限定! 乳首こねくり我慢ゲーム大会 ノーブラ透け乳首をず～っとコリコリされ感度が爆上がりした人妻はデカチンを見せつけられて中出しも拒めないのか!? | HJMO-496   |          | はじめ企画                          |                                    |
| 5月24日  | 抗うことが出来ない巨根の快楽。終わらぬ子宮絶頂。膣凹NTR 逢見リカ | DASS-007   |          | ダスッ!                             |                                    |
| 5月24日  | 『おばさんをからかわないで… 三十過ぎの私でもエッチの対象になるの?』 ボクはクソむかつく上司の奥さんとヤリまくってストレスを発散しています。 | HUNTB-280  |          | Hunter                              |                                    |
| 5月24日  | 性帝サウザー 023 ふぁるこ ～唾も精子も飲むドM痴女メス～ | SOUT-023   |          | TMA                                 |                                    |
| 5月26日  | アナルのシワの数までハッキリわかる! ノーモザイク連続絶頂アナル見せオナニー 10 | IENF-215   |          | アイエナジー                        |                                    |
| 5月28日  | Gカップ男喰いミニマムボイン！！ 貪欲エロ女子大生のパイパンマ●コにオヤジが濃厚アクメ仕込み！ 逢見リカ | OMT-029    |          | オイスター海運                      |                                    |
| 6月7日   | 完全プライベート映像 ギャル変サイコー天然Hカップ性格◎◎◎女優・逢見リカちゃんと初めての二人きりお泊まり | PKPL-018   |          | パコパコ団とゆかいな仲間たち/妄想族 |                                    |
| 6月21日  | リピ客続出! 連射確定! 焦らしちゅぱしこ施術で話題のハーレムギャルエステが最&高 水川スミレ 逢見リカ | BLK-588    |          | kira☆kira                           |                                    |
| 6月21日  | 年の差レズビアン ～娘の友だちに欲情した五十路ママ～ 逢見リカ 一条綺美香 | AUKG-544   |          | U&K                                 |                                    |
| 6月28日  | 「部屋から出てきて…お義母さんに出来ることなら何でもするから…」「じゃあ、コレ着てよ!」と引きこもりの息子が超セクシーな服を渡してきて言われるがままセクシーな衣装に着替える義母。そして引きこもりの息子にオナニーの道具にされる義母だったが、大量の精子をぶっかけられて逆に発情しだして… | HUNTB-300  |          | Hunter                              |                                    |
| 7月5日   | 同棲中の彼氏と大喧嘩して追い出された家無し巨乳ギャルに「ウチ、泊まる?」と口説いてみたら… 泊めてあげた3日間ヤリまくってそのままAV出演決定!! リカ | NNPJ-516   |          | ナンパJAPAN                         |                                    |
| 7月5日   | 娘の前で雌犬のように激しく突かれて | SAME-012   |          | アタッカーズ                        | 主演は妃ひかり。逢見は娘役で出演。 |
| 7月12日  | 「お兄ちゃんとずっとエッチしていたい!」 挿れたくなったら即セックス生活。朝から晩まで義妹とボクの部屋でセックス漬け! 上京してもリモート授業で大学デビューできずストレスも性欲も溜まりまくりのボク。そんなボクのアパートに遊びに来た義妹。ボクは義妹と狭い部屋で2人きりでエッチしまくり! 外には全く出かけずにとにかくエッチしまくり! | HUNTB-311  |          | Hunter                              |                                    |
| 7月26日  | 媚薬BDSM 強力媚薬とぶっかけで快楽地獄の虜 媚薬調教File16 小柄でグラマラス ガールズバーの人気嬢22歳 逢見リカ | USBA-049   |          | AVS collector’s                     |                                    |
| 7月26日  | 痴女ギャルナイトプール 淫乱ビッチに囲まれ挟まれ超ハーレムタイム☆ 何度も射精させられた僕 AIKA 浜崎真緒 百永さりな 逢見リカ | CJOD-356   |          | 痴女ヘブン                          |                                    |
| 7月26日  | どこへでもドア「キャー、エッチ! 何でここにいるの？早く出てってよ!」 そのドアを使うとどこへでも行けるんです! そしてどこででもイケるんです! 2 | HUNTB-321  |          | Hunter                              |                                    |
| 8月2日   | アナコンダ女将 骨までしゃぶる白蛇舌の濃密バキューム接吻伝 逢見リカ | YMDD-285   |          | 桃太郎映像出版                      |                                    |
| 8月9日   | ダッサい嫁で精子無駄撃ちするぐらいなら ウチらがパコって全部ごっきゅん丸呑みしてあげる メスガキギャルズのザーメン飲散歩 工藤ララ 逢見リカ | DASS-045   |          | ダスッ!                             |                                    |
| 8月16日  | イジメっ子ギャルたちの溜まり場になったボクの部屋! 下品にアナルを押し付けられる朝まで杭打ちオールナイト乱交 乙アリス 百永さりな AIKA 逢見リカ | MIRD-220   |          | MOODYZ                              |                                    |
| 9月13日  | 浜崎真緒と逢見リカが真夏のビーチで地元女子を口説いてレズナンパ! 私たちと一緒に気持ちよくなろうよ! | BBAN-391   |          | ビビアン                            |                                    |
| 10月4日  | その着せ替え人形はFuckをする 逢見リカ | DVRT-006   |          | DEEP'S                              |                                    |
| 10月11日 | おバカな女子短大の学園祭は超エッチ! 巨乳小悪魔ヤリマン女子が集うイベサー主催のメンズエステがとにかくノリノリでエロ過ぎ! でも寸止めの連続でイカせてはくれない!!と思ったら女子もデカチン勃起に大興奮で…! 本物のメンズエステでは絶対にありえない裏オプどころか真正面からドエロい事をやってくれました! | HUNTB-384  |          | Hunter                              |                                    |
| 10月20日 | 金髪ヤリマンになっていた姪っ子にチ○ポを弄ばれ精子が無くなるまで中出しされまくったお盆休み | DANDY-830  |          | DANDY                               |                                    |
| 10月25日 | 派遣マッサージ師にきわどい秘部を触られすぎて、快楽に耐え切れず寝取られました。 逢見リカ | DASS-077   |          | ダスッ!                             |                                    |
| 11月8日  | 制服マセ女 受精媚薬レ×プ | REAL-813   |          | REAL                                |                                    |
| 11月15日 | 泌尿器科のナース待ち伏せナンパ! AV男優の絶倫デカチン性病検査してみませんか? パンパンに膨らんだ竿と金玉をあの手この手で静めてください！チャレンジ成功で100万円! 失敗したら中出し罰ゲーム! | HJMO-514   |          | はじめ企画                          |                                    |
| 12月13日 | ギャルデリ呼んだら、たまたまギャルのお隣さんが引っ越しの挨拶にやってきた! デリ嬢と勘違いしてお隣りギャルを部屋に招き入れるオトコ!! 楽しみにしていたAFオプションをやろうとして全力拒否されるも「マ●コならいいよ」と言われて歓喜の本生中出し三連射!! | SCOP-793   |          | SCOOP                               |                                    |
| 12月22日 | 南いろは レズ解禁 ～義姉にレズの沼に引きずり込まれた私～ 南いろは 逢見リカ | IESP-711   |          | アイエナジー                        |                                    |

| 発売日   | タイトル | 規格品番  | 規格品番 | メーカー                   | 備考       |
| 発売日   | タイトル | DVD       | BD       | メーカー                   | 備考       |
| -------- | --- | --------- | -------- | -------------------------- | ---------- |
| 1月10日  | 東京に5年前引っ越した幼馴染が超絶ギャル化して再会 誘惑されて童貞喪失と初めての中出し体験した夏の日の筆おろし 逢見リカ | TPIN-045  |          | 椿鳳院                     |            |
| 1月10日  | 人生初彼女でまさかの三股交際! 初デート、初キッス、初SEX、初修羅場、初4P! 初めて尽くしの超モテキがボクに到来! 待ってました夢のハーレム | HUNTB-451 |          | Hunter                     |            |
| 2月9日   | 羞恥洗脳! ハイグレ人間にされちゃった 8 | RCTD-502  |          | ROCKET                     |            |
| 2月21日  | 天然Hカップの極華奢ミニマム美少女‘逢見リカ’ E-BODY全4タイトル丸ごとコンプリート9時間BEST | MKCK-327  |          | E-BODY                     | 単体ベスト |
| 2月21日  | 残酷ミラーゲームに負けるとエロ罰ゲーム あじわった事のないデカチンで清楚な若妻達が隣に旦那がいる状態でもおかまいなしで中出しSEX! なんとオカワリしてきた若妻も!! 9                                                                                                   | HJMO-600  |          | はじめ企画                 |            |
| 2月28日  | 僕の顔にパンティの割れ目と食い込み尻を密着させるイタズラお姉さんに反撃のチ○ポ挿入!! | AARM-161  |          | アロマ企画                 |            |
| 4月6日   | 素人バラエティ 耐えたら賞金100万円! イッたらデカチン即ハメ! 高学歴巨乳女子大生イキ我慢チャレンジ! 人生初のクリトリス直撃電マ責めで絶頂 潮! 潮! 潮 4 | SVVRT-016 |          | サディスティックヴィレッジ |            |
| 4月18日  | 街でナンパした初対面の巨乳人妻と奥手男子がパンティ素股体験! 2 奥さんの恥じらいパンチラを見てフル勃起したチ●ポでパンツ越しに擦り合った2人は生ハメ中出ししてしまうのかっ!?                                                                                           | HJMO-605  |          | はじめ企画                 |            |
| 4月25日  | ウラ・催眠隷女 ＃リカ ＃虚構 ＃契約 ＃APEX 逢見リカ | ANX-153   |          | ヒプノシスラボ/妄想族      |            |
| 4月25日  | 累計6万DL越え!! 究極の逆3Pハーレム同人を全編丸ごと忠実実写化!! 原作:サークルしまぱん 巨乳が2人いないと勃起しない夫のために友達を連れてきた妻 おまけの職場コスFUCKエピソードも特別追加!! 逢見リカ 小花のん                                                          | URE-093   | 9URE-093 | マドンナ                   |            |
| 4月25日  | 人気GALモデルが彼氏に内緒で始めた‘やばい’マッサージサロン | YNGC-003  |          | ヤングコーン/妄想族        |            |
| 5月2日   | SNS露出実況 教室の隅で目立たない陰キャJ系は 巨乳の見せたがり裏垢女子だった… 放課後にオタク淫語で羞恥オナニーを 生配信してるのを僕はずっと知っていた。 | FUNK-021  |          | FunCity/妄想族             |            |
| 5月2日   | 一流体育大学併設 競泳アスリートばかりを狙うスポーツトレーナー整体治療院 14 | CLUB-804  |          | 変態紳士倶楽部             |            |
| 5月16日  | 巨乳ガチャ みんなでレ●プ 服の上からでもわかるクビレ巨乳を無差別に狙い撃ち 尾けまわして拉致 昏睡状態で3Pヤリ放題 | SORA-460  |          | 山と空/妄想族              |            |
| 5月25日  | 「レズのワタシたちが女性専用スパでマッサージ師になりすましてヤる」 VOL.4 ベロチンポで膣内をかき回す粘膜交尾 | DANDY-857 |          | DANDY                      |            |
| 7月4日   | MGC ACT.3 MAX GIRLS COLLECTION 2023 | XVSR-714  |          | MAX-A                      |            |
| 7月11日  | 上京して1人暮らしの安アパートに幼馴染がいきなり転がり込んで来ていちゃいちゃヤリまくり最高の同棲生活 逢見リカ | TPIN-057  |          | 椿鳳院                     |            |
| 7月11日  | 爆乳人妻セフレ交姦。 逢見リカ 海埜ほたる | DASS-181  |          | ダスッ!                    |            |
| 7月18日  | レズ密着 ネコとタチ 女と女のただれた性生活 | HOKS-153  |          | FAプロ                     |            |
| 7月20日  | 働くお姉さんとデカパイ三昧 | NXG-432   |          | ネクスト                   |            |
| 8月8日   | とある男の秘録集 04 | TCHB-018  |          | ティーチャー/妄想族        |            |
| 8月22日  | シン・限界催眠 #3 逢見リカ | ANX-156   |          | ヒプノシスラボ/妄想族      |            |
| 9月7日   | 【悲報】このあとこの巨乳ちゃんたちがマッサージ師のおじさん達に美味しくいただかれるっ!! 6 | UMD-886   |          | LEO                        |            |
| 9月7日   | 素人ナンパバラエティ真夏のビーチで超高級コンドミニアム・ナンパ! ナンパした素人姉弟負けたら禁断の中出し近親相姦野球拳! | SVNNP-013 |          | サディスティックヴィレッジ |            |
| 9月7日   | 「童貞ち○ぽ育ててやろうか？」突然、義理のお姉ちゃん（ギャル）からSEX手ほどきの申し出! ぬくぬくおま○こで甘～い思い出になるかと思ったら… 「これから何するか分かる?」といきなり連続射精レッスン! 性処理担当を育成するイジワルだけど気持ち良すぎる筆おろしが始まった!! | MFT-008   |          | .WorKs / FALENO TUBE       |            |
| 9月12日  | 即ハメ生中出しOKセフレちゃんハメ撮りAV撮影 02 | SABA-851  |          | S級素人                    |            |
| 9月19日  | 美熟女レズエステサロン ～娘よりも年下のエステモニター騙し撮り～ | AUKG-576  |          | U&K                        |            |
| 9月21日  | 悪徳カフェ昏睡中出しレイプ ～眠剤を飲まされ吐息を漏らしながら感じてしまう無警戒ギャル～ | NHDTB-825 |          | ナチュラルハイ             |            |
| 9月21日  | ガニ股バイブ失禁 26人 | NEO-437   |          | RADIX                      |            |
| 10月3日  | 美脚キャビンアテンダントだけを狙う大手航空会社専門 追撃ピストンマッサージ 5 | CLUB-819  |          | 変態紳士倶楽部             |            |
| 11月7日  | デカチンの客だと過激な裏オプでその気にさせて本番を誘う中出しサービス人妻メンズエステの実態 2 | CLUB-820  |          | 変態紳士倶楽部             |            |
| 11月9日  | ナチュラルハイ秋スペシャル 敏感（恥）巨乳痴漢 2023 完全版 10人全員SEX 乳揉み羞恥Ver. 2枚組500分 | NHDTB-790 |          |                            |            |
| 11月20日 | 最高級! 六本木ストリップデリヘル | NXG-453   |          | ネクスト                   |            |
| 11月21日 | 美人のデカ尻人妻が固定ディルド当てゲーム 利き竿イッポン勝負! 見事当てたら賞金100万円! 外せばその場でデカチン即ハメ! ディルドでイッた直後の敏感マ●コに旦那より大きいチ●ポでハメられイキまくった奥様は中出しも拒めないのか!? vol.7                                   | HJMO-624  |          | はじめ企画                 |            |
| 12月5日  | 山登り輪姦NTR同窓会 大嫌いなヤリチン元彼に恥辱愛撫され潮吹きアヘ堕ちしてしまった人妻 逢見リカ | SORA-498  |          | 山と空/妄想族              |            |
| 12月5日  | 柔らか乳房で顔面モフモフしながら優しい指技と舌技で施術してくれる男性乳首開発サロン | AARM-205  |          | アロマ企画                 |            |
| 12月7日  | 産婦人科痴漢乳がん触診編 17人 | UMD-897   |          | LEO                        |            |
| 12月20日 | 時間を止めて? 接客レディにイタズラ三昧 | PESS-003  |          | ネクスト                   |            |
| 12月26日 | Hカップ爆乳の妹を溺愛し過ぎて中出し辱めSEXしまくる異常な日常 逢見リカ | MOOR-008  |          | マッシュルーム/妄想族      |            |

### アダルトVR
| 発売日 | タイトル                                                                                               | 品番     | メーカー      | 備考 |
| ------ | --- | -------- | ------------- | ---- |
| 6月7日 | ちっちゃいのに性欲は超ド級! 逢見リカのHcupおっぱいがムギュムギュ迫ってくる! 超密着ご奉仕イチャイチャVR | SIVR-046 | S1 NO.1 STYLE |      |
| 9月6日 | 美乳がポロリVR 逢見リカ                                                                                | SIVR-050 | S1 NO.1 STYLE |      |

| 発売日   | タイトル | 品番       | メーカー           | 備考 |
| -------- | --- | ---------- | ------------------ | --- |
| 3月26日  | 共学初年度 元女子校に入学した男子は僕ひとり!? 先輩お姉さん達の部活勧誘がエロすぎて毎日金玉カラッカラ!邪魔者一切なし!1対9のハーレム学園天国!!                                                      | KAVR-065   | kawaii*            | |
| 4月17日  | HQVRで帰ってきた! 完全再現度アップ! リアル過ぎる制服見学店 マジックミラー越しに至近距離でパンチラ・胸チラ・疑似フェラ & セックスをガン見!!                                                        | KAVR-068   | kawaii*            | |
| 5月13日  | バイト先で出会った留学生リカちゃんにホテルでイタズラリアリティ | MDVR-089   | MOODYZ             | 「リカ」名義 |
| 5月14日  | HQVRで覗きまくる!! 神出鬼没の超淫乱ゲリライベント スケスケのセーラー服でおっぱいポロン&マンモロ! マジックミラー越しに制服美少女と疑似セックス                                                     | KAVR-072   | kawaii*            | |
| 5月27日  | 同窓会の帰り道、酔いつぶれた僕は同級生の女子たち(学園一のマドンナと幼馴染)と一緒のホテルで一晩過ごす事になり、神展開になったVR! 逢見リカ 宮沢ちはる                                               | ATVR-030   | アタッカーズ       | |
| 5月28日  | 記憶がなくなったアナタ&巨乳ナースハーレム病棟VR 「ココはどこ… ボクはだれ!?」 4人の巨乳ナースの即SEXセラピーで失われていた記憶が徐々によみがえっていく新感覚VR!! 笹倉杏 逢見リカ 佐藤りこ 四葉さな | WAVR-103   | ワンズファクトリー | |
| 5月29日  | 「実はお義兄さんが好きだったんです…」 妻の留守にやってきた義妹リカちゃんのカミングアウト! ドエロな巨乳義妹の密着誘惑に堕ちてしまった僕。                                                          | JUVR-054   | マドンナ           | |
| 6月19日  | 想像してみてください。 ゼッタイに惚れる柔フワおっぱいの感触を… ぴったり密着なボク専属マネージャーがいる日常 逢見リカ                                                                              | CBIKMV-052 | KMPVR-bibi-        | |
| 6月26日  | 「ダメぇえ! ごめんなさいっ!」ま○こが腰が疼いて、イっても射精しても止まらない無限腰振りで、Hカップの可愛い後輩に何度も中出し! 逢見リカ                                                             | KMVR-898   | KMPVR              | |
| 6月26日  | ギャラ飲み女子完全攻略マニュアル 港区を知り尽くした友人と2人でギャラ飲み慣れした素人女子を口説いて即パコVR!!                                                                                      | CLVR-098   | 変態紳士倶楽部     | |
| 7月13日  | 口腔愛撫VR | KMVR-932   | KMPVR              | |
| 7月15日  | 先輩媚薬捜査官が潜入捜査に失敗!? 拘束されて性感拷問! 媚薬を塗られて快楽地獄! 逢見リカ | MAXVR-071  | MAX-A              | |
| 7月16日  | 彼女が水着に着替えたら…敏感スレンダーパイパン巨乳に興奮度MAX! 豪快大絶叫セックス! 逢見リカ | CRVR-00196 | CRYSTAL VR         | |
| 7月21日  | 歯磨きVR | KMVR-00948 | KMPVR              | |
| 7月22日  | 天然Hカップの同級生と奇跡の超ヌルヌルオイリー性交! 憧れの巨乳同級生の裏バイトはまさかの出張本番マッサージ嬢 逢見リカ                                                                              | PXVR-021   | P-BOX VR           | |
| 8月7日   | ●●海岸近くの隠れ家裏風俗! ビキニの巨乳痴女によるフルコース絶頂体験VR 逢見リカ | CAFR-409   | CASANOVA           | |
| 8月10日  | おっパブNTR 結婚間近の大好きな彼女がおっパブで働いていて、ついお店に足を運んでしまい… | DSVR-722   | SODクリエイト      | |
| 8月12日  | Tバックに窒息するまで顔騎されるVR | KMVR-964   | KMPVR              | |
| 8月13日  | 相部屋極上ボディ 出張先で酔って先輩押し倒す 発情濃厚セックス | GOPJ-446   | ブイワンVR         | |
| 8月17日  | 悪徳AVプロデューサーになろうVR! 面接にきた美少女に何も知らないのをいいことにエロイ事を散々させて最後はナマ中出ししちゃうゲスの極み!! 逢見リカ                                                     | EXVR-00351 | KMPVR              | |
| 8月25日  | まんぐりの時間 | KMVR-969   | KMPVR              | |
| 8月27日  | 部屋結界VR ～この中だったら僕の思い通りイヒ!～ | DSVR-712   | SODクリエイト      | |
| 10月3日  | 女子校生の口移しVR | VRKM-015   | KMPVR              | |
| 10月9日  | 乳揉みオナクラ ～爆乳美少女が淫語とヌキテクで射精を導く極上センズリナビゲート～ 逢見リカ | CAFR-427   | CASANOVA           | |
| 10月10日 | 女子校生による顔騎VR | VRKM-019   | KMPVR              | オムニバス作品 |
| 10月16日 | キンタマがカラになるまで尽くす巨乳若女将 逢見リカ | DOVR-097   | MONDELDE VR        | |
| 10月16日 | スクール水着に入りきらない巨乳美女のおもてなしセックス 逢見リカ | DOVR-098   | MONDELDE VR        | |
| 10月16日 | 一泊二日、巨乳若女将のおもてなし旅館 逢見リカ 完全版 | DOVR-099   | MONDELDE VR        | 「キンタマがカラになるまで尽くす巨乳若女将」（DOVR-097） 「スクール水着に入りきらない巨乳美女のおもてなしセックス」（DOVR-098） の2作品をまとめた完全版。 |
| 10月17日 | 発情が抑えきれない濃密搾り 悪魔的ご奉仕ループで敏感チ●ポに改造されたボク 逢見リカ | SAVR-089   | KMPVR-彩-          | |
| 10月19日 | シミパン観察 VR | VRKM-026   | KMPVR              | |
| 10月22日 | 極エロボディの出張メンズエステ嬢レ●プ 興奮を抑えきれず中出しSEX 逢見リカ | GOPJ-474   | ブイワンVR         | |

| 発売日   | タイトル | 品番      | メーカー           | 備考           |
| -------- | --- | --------- | ------------------ | -------------- |
| 1月12日  | 地球最後の日、ボクは隕石落ちるまで巨乳の妹とセックスしまくった… 巨大隕石衝突!! 人類滅亡!! あなたは地球最後の日に何をしますか!? 逢見リカ                                                                                    | WAVR-144  | ワンズファクトリー |                |
| 1月16日  | 絶対にヤメるわけがない濃密教育 クスクスと理不尽に食べ尽くされる焦らし性交 逢見リカ | AVERV-001 | AverVR             |                |
| 2月11日  | 乳首責め専門デリヘル嬢 じ～っくりね～っとり騎乗位で生中出し 逢見リカ | MTVR-016  | Mr.michiru         |                |
| 2月25日  | Gカップの義妹が裸族で困ってます (汗) NO MAPPA, NO LIFE! 逢見リカ | FTVR-007  | ファンタジスタVR   |                |
| 2月26日  | 【密室かくれんぼVR】憧れのリカお姉さんと2人きりで隠れてたら、あまりの至近距離に勃起してHな雰囲気に… 近くに親戚の子供がいるのに密着ピストンでこっそり絶頂VR 逢見リカ                                                        | JUVR-093  | マドンナ           |                |
| 3月18日  | 【見た目は大人、中身は少女】何でも言うことを聞くボク（お兄ちゃん）を大好きな巨乳妹とエッチなイタズラ & 秘密の中出し近親相姦VR 逢見リカ                                                                                     | KAVR-149  | kawaii*            |                |
| 3月18日  | サキュバスエステ2 リピーター続出!! Gカップの巨乳サキュバスが降臨する近所で評判の穴場エステの金玉が空になっても終わらない拘束無限発射サービス プレイタイム80分4発射! 逢見リカ                                               | FTVR-008  | ファンタジスタVR   |                |
| 3月25日  | S級総勢16名の超フェチ図鑑! 持ってけ総勢16人百科事典! vol.2 宮沢ちはる 辻井ほのか 弥生はづき 逢見リカ 夏原唯 優梨まいか 真宮あや 他超かわいい素人たちも大量放出!!                                                           | WVR6D-057 | VR総研9課          | オムニバス作品 |
| 4月16日  | 濃厚接触! 唾液まみれの粘膜ベロキス顔面舐め回しVR | EXVR-421  | KMPVR              | オムニバス作品 |
| 6月4日   | 【時間無制限! 発射無制限!】 指名No1!! 予約3ヶ月待ちの天然Hカップ泡姫【神嬢】の超絶ご奉仕! ピンク色の美マ○コにたっぷり中出し【即尺 & ゴムNG専門高級ソープ】 逢見リカ                                                        | KIWVR-230 | こあらVR           |                |
| 6月15日  | M男専用! 回春エステ 美爆乳美女が究極のご奉仕!! 【アナル責め】【チンぐり返しフェラ】【ヌルてかパイズリ】で優しく癒してくれる【発射無制限】【生中出し & 顔射】 逢見リカ                                                      | KIWVR-236 | こあらVR           |                |
| 6月18日  | 「先輩、ずっとご飯誘われるの待ってました♡」 ちょっと気になってた後輩社員の巨乳Hカップちゃんに誘われて、彼女いるのに隠れ屋barの個室でヤッちゃいました。わかっちゃいるのに… アザトカワイイ女子に男は本当に目がない! 逢見リカ | CCVR-073  | ちんちんVR         |                |
| 7月3日   | 美女12名125分! 超絶景ガン見オナニーVR 股間ガン見! 顔ガン見! 乳ガン見! アナルガン見! 見たいオナニーがココにある! | CVPS-002  | CRYSTAL VR Plus    | オムニバス作品 |
| 7月14日  | 女性器特化 美少女の感じる顔をガン見しながらまんぐりオマ●コをこねくり回すVR | EXVR-432  | KMPVR              | オムニバス作品 |
| 9月17日  | 天井特化型唾液飲ませ騎乗位 逢見リカ | CAMI-225  | CASANOVA           |                |
| 10月25日 | VR 借金取りに身をささげた妻 逢見リカ | NGVR-034  | ながえSTYLE        |                |
| 11月26日 | 欲求不満女が媚薬の効果で分身SEX!! 幽体離脱「なんで君が2人いるの?」 最高の没入映像 逢見リカ | VRM-001   | VRMAX              |                |

| 発売日  | タイトル | 品番       | メーカー       | 備考                                 |
| ------- | --- | ---------- | -------------- | ------------------------------------ |
| 1月12日 | 天井特化アングルVR ～しっかり者のリカちゃんは僕の前ではデレデレ～ 逢見リカ | VRKM-495   | KMPVR          |                                      |
| 1月21日 | フェラ顔VR | VRKM-507   | KMPVR          |                                      |
| 2月22日 | 顔面特化VR ～ずっと見つめてあげる～ | VRKM-555   | KMPVR          |                                      |
| 2月25日 | 覆いかぶさり正常位SEX【極みアングル】14人完全撮りおろし | KIOVR-002  | こあらVR       |                                      |
| 3月2日  | 顔面直浴び特化!! Vol.2 女汁まみれVR パンチラJ○たちに潮、唾、尿を顔面に直接浴びせられびしょびしょになっているのにビンビンに勃起している僕の変態チ○ポを罵倒されながら責められ何度も射精させられる! 逢見リカ 枢木あおい 沙月恵奈 岬あずさ | DSVR-1074  | SODクリエイト  |                                      |
| 3月2日  | 〈バイノーラルで聴覚刺激! 多人数罵倒足コキ! 豪華15人160分収録!〉女子○生寮の管理人（下僕人）の僕は、寮生の足コキおもちゃにされてます…                                                                                                   | DSVR-1070  | SODクリエイト  |                                      |
| 3月26日 | 横特化VR | VRKM-565   | KMPVR          |                                      |
| 3月31日 | 「キミが噂のチンポ君!?」 公衆トイレ逆痴漢 ～ネットでJ●に噂の性欲処理係は僕!?～ | TMAVR-154  | TMA            |                                      |
| 5月25日 | 乳首ゴン責めVR | VRKM-630   | KMPVR          |                                      |
| 5月27日 | 彼女と温泉旅行中に8発搾り取られた僕 ヤリマンギャルたちに囲まれずぅ～っと逆NTRハーレム5P 逢見リカ 乙アリス 百永さりな 川菜美鈴 | NHVR-180   | ナチュラルハイ |                                      |
| 6月8日  | 天井特化で徹底オナニーサポート 逢見リカ | BDDAVR-003 | BUDDHA         |                                      |
| 8月13日 | 私の至近距離おっぱい揉む? 揉まない? 生徒の大胆すぎる色仕掛けに絶対絶命のボク 逢見リカ | SAVR-195   | KMPVR-彩-      | 「絶対絶命」は誤記ではなく原題ママ。 |

| 発売日   | タイトル | 品番       | メーカー      | 備考 |
| -------- | --- | ---------- | ------------- | ---- |
| 7月3日   | バイト先の先輩はオタクに優しい巨乳ギャル 女体密着サンドイッチ痴女ハーレム 乙アリス、逢見リカ | EBVR-087   | E-BODY        |      |
| 9月4日   | 美容脱毛サロンの巨乳エステシャンが、今月の契約ノルマ達成のためにSEXの誘惑をしていた件について。 | 3DSVR-1348 | SODクリエイト |      |
| 9月29日  | 【8K超・超高画質VR】【本番NGのマットヘルス】で低身長BOIN美巨乳の神乳嬢に媚薬を盛ってキメパコFUCK！ガンギマリのヘルス嬢に【逆バニー】を着せてハメまくり敏感早漏マ○コに【口内射精2発・挟射・中出し3発】孕ませ無許可中出し 逢見リカ                                 | KIWVR-580  | こあらVR      |      |
| 10月30日 | 【8K超・超高画質VR】芋っぽくて恋愛経験無しの純粋だった美巨乳の幼馴染が【都会に染まってヤリマンビッチ化!】 淫語や凄テクで小悪魔誘惑してボクの童貞を奪って数時間でカラッカラになるまで9発【口内射精2発・挟射・中出し6発】も搾取してきた絶倫性獣モンスター 逢見リカ | KIWVR-583  | こあらVR      |      |

### アダルト配信
| 発売日   | タイトル | 品番      | メーカー               | 備考           |
| -------- | --- | --------- | ---------------------- | -------------- |
| 4月10日  | 経験人数1人の感度抜群パイパンりかちゃんに革命を。顔良し、神乳、尻女神! 初めての東京で初めての全力セックスずら! ウブ女が気持ち良すぎてグショグショ4連潮吹き!! 山梨美女によるグポグポフェラで口内射精&ゴックン! セックスが終わってもオナニー用AV撮影!? パイズリ搾精で大量射精www 【しろうと変態革命 3人目】 りか 20歳 女子大生                                                                                              | SUKE-014  | SUKEKIYO               |                |
| 4月10日  | ラグジュTV 124 晴海梨華 25歳 ピアニスト 経験人数一人という美人ピアニストがAV出演! 経験したことのない刺激の渦に思わず大量潮吹き! 巨根のピストンに巨乳を躍らせ、大胆な腰振りで乱れまくる! | LUXU-1254 | ラグジュTV             |                |
| 4月13日  | 【Hカップ × スリム美少女】 奇跡のミニマムボイン保育士とサボり旅! 大自然満喫も楽しいけど、トップグラビア級のウルトラボディが気になって仕方ねぇ!! 身長差40cmSEXでま●こ大崩壊!! ：今日、会社サボりませんか? 14 in 下北沢 りかちゃん 21歳 幼稚園の先生 | MIUM-604  | プレステージプレミアム |                |
| 4月16日  | マジ軟派、初撮。1475 リカ 20歳 タレントの卵をホテルに連れ込み成功! 賞金をエサにHなゲームへ誘導し… いつのまにか素っ裸に! 展開の速さに困惑する彼女をなだめながらスレンダー巨乳の美ボディを堪能! | GANA-2284 | ナンパTV               |                |
| 4月21日  | 【絶頂的美少女】22歳【エロ凄いカラダ】りかちゃん参上! 某W大学に通う彼女の応募理由は『経済的も身体的にピンチなんです…♪』 脱げば【スレンダー&巨乳Gカップ】感度抜群のおマ●コからはあり得ない量の【超大量潮吹き】は必見! 何度も絶頂と痙攣を繰り返すエロ凄いSEX絶対に見逃すな! | ARA-435   | ARA                    |                |
| 4月25日  | 奇跡の低身長巨乳!! 美少女JDをガチ口説き!! 巨乳ながら引き締まったメリハリボディーしかもパイパン! チ○コを巧みな手コキでこねくり回し、やたら動く舌技で舐め上げる極上フェラで撃沈暴発→一滴残らずゴックンしちゃうザー汁好き変態娘♪映えを気にするイ○スタ女子が細い腰をヒクつかせ仰け反り絶頂乱発しカメラの前で映えまくる!! あいみ 20歳 W大学文学部3年生                                                                         | MAAN-533  | プレステージプレミアム |                |
| 5月8日   | ましろ と リカ | SIMM-421  | しろうとまんまん       |                |
| 5月16日  | 【爆乳グラドルJD】街中をハミケツして歩くスタイル抜群女子の正体は広瀬ア●ス似の現役グラビアアイドル!! 知名度UPを餌に熱湯コマーシャルよろしくテント内ビキニ生着替え! こぼれるHカップ、ハミ出る下乳に騒然!! 勃起不可避な極上ボデイをじっくりハメ倒す激アツSEXの模様は本編を要チェック!!!の巻。：パコパコ女子大学 女子大生とトラックテントでバイト即ハメ旅 Report.118 りかちゃん 20歳 R大学 文学部2年                          | MIUM-600  | プレステージプレミアム |                |
| 5月21日  | りかちゃ | MFC-008   | MOON FORCE             |                |
| 6月5日   | Hカップ美爆乳で145cmのミニマム美少女!! この奇跡の美少女は田舎におった!! 最高のカラダの大地主の令嬢って… もはやチートすぎ!! 所有のホテルで親公認の種付SEX!! 感度も最高で潮吹き連発なまなまSEX!! ＜おじさんずラブ019：りか＞ | NTK-374   | プレステージプレミアム |                |
| 6月7日   | 爆弾Hカップの美乳のミニマム美女レイヤーの裏バイト!? ポーズ指導で手マンされて即イキ潮吹き連発からのド淫乱モード突入で性欲爆発!! 生チン挿入要求でピストン指示して勝手にイキまくる爆乳ビッチSEX!! ラブホドキュメンタリー休憩2時間 67 ＃リンカラン Hカップの爆弾乳レイヤー ビンカン潮吹き体質!! | NTK-376   | プレステージプレミアム |                |
| 6月15日  | 地上で溺死寸前! 【汗】【唾液】【マン汁】【潮】【おしっこ】体液ダダ漏れ大洪水美女と汁だく濃密性交!! 145センチなのに→胸は巨乳Gカップ! 美人なのに→下品なセックス! 濡れ濡れパイパンマ○コを怒涛の勢いで突き刺しまくる! 多量の潮を噴出しながらイキ狂う! ベッドの上が液状化現象!! ＜エロい娘限定ヤリマン数珠つなぎ!! ～あなたよりエロい女性を紹介してください～ 59発目＞ りか 24歳 どしゃ降り早漏イキマン女                      | MAAN-548  | プレステージプレミアム |                |
| 7月19日  | Gカップ!! 汁ダクミニマム美少女!! 現役健全!? マッサージ師の指使いでガチ勃起不可避でお返し不健全オイルマッサージでマ○コ液状化!! 善意の生チン杭打ち突き上げSEXでガチ昇天!! AV男優の電話帳 No.035 りか 21歳 健全店!?のメンズエステティシャン Gカップの敏感ちびボイン | NTK-400   | プレステージプレミアム |                |
| 8月1日   | 【4人の男に代わる代わる中出しさせる超絶ビッチなスレンダー巨乳コスプレイヤー・yuri】 | SIMM-477  | しろうとまんまん       |                |
| 8月8日   | 【神乳神回SP×中出しハメ潮ジェットコースター】ギャルの歴史にまた1ページ! 奇跡が奇跡を呼ぶ190分の超大作! 絶頂が絶頂を呼ぶ絶頂RUSH! 潮が潮を呼ぶ爆潮乱舞! 誰もこいつらを止められない! 次回予告「ホントに本当に抜き過ぎ注意の巻」予算オーバー絶対見てくれよな! 【ギャルしべ長者SP まりりん & りおちゃん】 | JAC-052   | Jackson                |                |
| 8月9日   | マジ軟派、初撮。1517 りか 22歳 大学生 秋葉原で見つけたスタイル抜群の爆乳美女! 連続ピストンで止まない絶頂の嵐! 恍惚の表情を浮かべながらヨガりまくる姿は必見!! | GANA-2328 | ナンパTV               |                |
| 8月11日  | 【超美巨乳大学生】22歳【強烈エロBODY】りかちゃん参上! 最近ヤリ逃げされた彼女の応募理由は『お金とカラダがピンチなんです…』性欲強過ぎ女子大生! 御立腹な気持ちはエッチで【全部水に流す】決意! 【すんげぇ潮吹き&ガッツキ騎乗位】は必見! ヤリ逃げされた女子大生の猛獣SEX見逃すな! | ARA-451   | ARA                    |                |
| 8月14日  | 膣中でイッたことがない巨乳若妻に、Gスポット開発をしてナカでイカせてあげます!! 愛 25歳 清楚系Gカップの若妻さん | SIMM-486  | しろうとまんまん       |                |
| 8月21日  | ラグジュTV 1290 晴海梨華 25歳 ピアニスト 美人ピアニストが二度目のAV出演! 感度が上がった美ボディは愛撫されただけでビクビクと体を震わせ潮を噴いて何度もイき乱れる! | LUXU-1301 | ラグジュTV             |                |
| 8月30日  | 【反則級エロBODY】イ●スタにエロい自撮りを載せる、下半身専門パーソナルトレーナーをSNSナンパ!! とんでもない破壊力の究極Gカップ美女を召喚してしまいました…… 「求め合って高め合うセックスが好き♪」との事ですので、思う存分～～～～求め合って高め合ってもらいました!!! 中出し連発の超絶倫セックスに精子ぜんぶ持ってかれます!! 【イ●スタやりたガール。其の肆】 リナ・ジャンピングスクワット 23歳 下半身専門パーソナルトレーナー | JNT-004   | Janet                  |                |
| 9月7日   | 【めっかわH乳妹】彼氏じゃ物足りない欲求不満の妹が、兄のデカチンに大興奮。寝ている所へそっとまたがり挿入。初のデカチンに身悶える!! 「むり… っ気持ちいから止まんないのっっ…!」 りか 18歳 兄チ●ポを狙う妹 | SIMM-505  | しろうとまんまん       |                |
| 9月16日  | 【ノットリNTR】女もチャンネルも乗っ取ってやる! 動画配信カップルの女と入れ替わって、自分のチ○ポに凸してみた。 逢見リカ | NTTR-051  | ノットリ               |                |
| 9月23日  | りか | OPCYN-101 | おっぱいちゃん         |                |
| 10月24日 | 【プールナンパ】とわ Hカップ神乳IT受付嬢をGET☆ハミ出るH巨乳、引き締まったクビレの超絶ミニマムボイン水着美女は爆潮を吹きまくる性獣!! 美顔に飛び散った精子集めてペロペロ味わう真夏のスケベ女神!!! | EVA-136   | 黒船                   |                |
| 10月29日 | 【配信専用】全裸カタログ Vol.2 | ZRC-002   | MAGIC                  | オムニバス作品 |
| 12月21日 | りか 2 | OPCYN-127 | おっぱいちゃん         |                |

| 発売日   | タイトル | 品番       | メーカー          | 備考 |
| -------- | --- | ---------- | ----------------- | ---- |
| 1月8日   | 妄想アイテム究極進化シリーズ 女体化スキンダークサイド 3 ～呪いの皮で悪堕ち～ 超悪女の仮面付き編 | RCTS-019   | ROCKET            |      |
| 1月22日  | ラグジュTV 1356 晴海梨華 25歳 ピアニスト 美しきピアニストが再降臨! 一般人男性とのセックスではもう満足できない…。快楽に飢えたいやらしいカラダを慰める為に再々登場! 貪欲な膣で巨根を飲み込み、AVでしか味わえないハードセックスに酔い痴れる!!                                                                                       | LUXU-1369  | ラグジュTV        |      |
| 1月30日  | 黒髪ボブ娘2人組とラブホでエロ遊び。 | SIKA-011   | 白完素人          |      |
| 1月31日  | 【流出】ブルマロリ巨乳と種付け交尾 巨根で連続痙攣イキ地獄 | PKPD-090   | NAGOYAか円光      |      |
| 2月5日   | 【妄想主観】巨乳制服美少女と援●交際性交 逢見リカ | OTIM-060   | ONETIME           |      |
| 5月26日  | めいめい【低身長 / Hカップ爆乳 / エキゾチック / ザー汁2発射 / ゴックン / 完璧なルックス / 小悪魔感 / 甘えん坊】 ひゃ、ひゃくよんじゅうごせんちめーとる（145cm）だって!? それでいて… Hカップ爆乳にクビレという黄金比をもつエキゾチックな美少女だってー!? セックスが捗り過ぎてザー汁2発射! 全てゴックン!                           | POW-019    | 素人ホイホイpower |      |
| 6月11日  | 【騎乗位の天才】【暴れるG爆乳】【ガクガク痙攣生ハメ3P】【尋常じゃない神スタイル】騎乗位の天才がギャルすたグラムに大大大降臨!!! 高速腰フリフリ、体ガクガク大痙攣、G乳ブルンブルンの大暴れ! みなさんヌく準備はOK？ですか? このギャル… 本当に… 超大当たり確定!!! ギャルすたグラム♯018 騎乗位の天才大痙攣GALりかっくす (21) 女子大生 | SGK-028    | はめちゃん。      |      |
| 9月3日   | 田舎のおばさんを性感マッサージでとことんイカせてみた | PPP-2248   | パラダイステレビ  |      |
| 9月26日  | 女子アナ大新年会! おとそ気分で感じまくりのイキまくり! マ●コも濡れてヒ～クヒクッ! 完全版 | PPP-2247   | パラダイステレビ  |      |
| 10月9日  | 松山りか | MYWIFE-571 | 舞ワイフ          |      |
| 11月28日 | 女子アナ桜を見る会! 花よりチンコで感じまくりのイキまくり! マ●コも濡れてヒ～クヒクッ! 完全版 | PPP-2296   | パラダイステレビ  |      |
| 12月19日 | 女子アナ新人デビューSP! 新人女子アナちゃんが感じまくりのイキまくり! マ●コも濡れてヒ～クヒクッ! 完全版 | PPP-2317   | パラダイステレビ  |      |

| 発売日   | タイトル | 品番         | メーカー               | 備考 |
| -------- | --- | ------------ | ---------------------- | ---- |
| 1月23日  | 女子アナ日本ダービー! 馬並みチンポで感じまくりのイキまくり! マ●コも濡れてヒ～クヒクッ! 完全版 | PPP-2345     | パラダイステレビ       |      |
| 2月26日  | 【爆乳Gカップボイン × 大量潮吹き×無限絶頂生ハメ7連発!】 ヤーッッッ! ハッ!!! とんでもない最強ドスケベボインGALが来るのかいッッッ!? 爆乳なのかい!? デカ尻なのかい!? 俺のちんぽこッ! GALのびしょ濡れマ●コに濃厚精子本当に出すのか～いッッッ!? さあ出さないのかい!? どっちなんだい!? だ～～～～～すッッッ!!! パワーッッッッッ!!!!!!!! 暴れ乳Gカップ最強ボインGAL あいらちゃん (22歳) 底無し性欲大爆発! | JAC-130      | Jackson                |      |
| 2月27日  | 女子アナと一緒に「父の日」をお祝い! 父に感謝しつつ乳で感じまくりのイキまくり! マ●コも濡れてヒ～クヒクッ! 完全版 | PPP-2370     | パラダイステレビ       |      |
| 3月12日  | 【Hな介護で稼ぐG乳美女登場】【新企画始動】【給料明細 #01】りか 24歳 ギャラ介護士 初回はギャラ介護士の仕事に密着!! オジサンを虜にするパイパン美巨乳スレンダーボディ!! 献身的な吸い尽くしフェラサービス!! バリキャリ女子がイキ乱れる潮吹き連発中出しSEX!! | SUKE-111     | SUKEKIYO               |      |
| 3月27日  | 女子アナ海の家へようこそ! エッチなサービス満点で感じまくりのイキまくり! マ●コも濡れてヒ～クヒクッ! 完全版 | PPP-2394     | パラダイステレビ       |      |
| 4月3日   | 【派手髪パイパン爆乳ギャル】原宿・竹下通りでみつけたTHE勉強家!! 最先端の文化を研究し、流行りに敏感なリカちゃんは カラダも超敏感体質!! 腰をうねらし、潮を撒き散らす!! 潮アートの最先端ここにあり!! 【女子大生のツボ、ぶっこみます!! #10】 りか 21歳 大学3年生 カラオケ屋でバイト | MAAN-765     | プレステージプレミアム |      |
| 4月20日  | 【G乳スレンダーピンク髪ギャル】【中出しOK性欲の塊】【どスケベチアガール】おチ○ポ応援! 完全試合達成!? 出没! ナン街ック天国#009 無限性欲チアリーダー みなちゃん (22) ＠渋谷 | PAK-009      | パコちゃん。           |      |
| 5月13日  | ほぼ処女ギャルの溢れる恥潮! 【奇跡! 148cm×Hカップ】×【シリーズNO.1未知数スプラッシュ】派手色ピンク髪の見た目とは裏腹に経験人数たった1人の未開発ウブギャルを持ち帰り…からの潮! 潮!! 潮～ッ!!!!!! 潮まみれ!!!!!!!!!!!!!!「なにこれずっと出るぅう!」 本人もビックリの大量噴射で小さなカラダを仰け反りアクロバティックにイキ潮連発! タガが外れて手マンするたび豪快噴射!! ミニマム膣圧ま●こに巨竿をブチ込むとまだまだ溢れるハメ潮!!!!!! これはカイハツの余地アリまくりでしょ! 終いには「もっとシてたい」っていうから朝までハメまくるッ!：朝までハシゴ酒97 in 有楽町駅周辺 りか 22歳 うぶギャル居酒屋店員 | MIUM-809     | プレステージプレミアム |      |
| 5月31日  | 【小柄巨乳な髪色ピンキー美容師】浮気されて傷心中… 別れたばかりの145cm × Fカップ娘とお酒の勢いでホテルイン♪ 敏感ボディを貫く生チンファックに絶頂を繰り返しながら悦びのハメ狂い! 元カレを忘れてコロッと堕ちちゃう生ハメ2発射!! 【あまちゅあハメREC＃リカ＃美容師】 | MFCS-020     | MOON FORCE 2nd         |      |
| 5月31日  | 女子アナと一緒にお月見! 満ケツを愛でながら女子アナが感じまくりのイキまくり! マ●コも濡れてヒ～クヒクッ! 完全版 | PPP-2443     | パラダイステレビ       |      |
| 6月1日   | 【全男性が勃起するガチエロいカラダ!!】 Gカップ巨乳 & 美くびれの新人グラドルが初めての枕営業で覚醒する鬼性欲!! 美月みつ | MLA-079      | まんまんランド         |      |
| 6月10日  | 【ささやき淫語で客を逆お持ち帰りするG乳ギャルが全部ヌク!】 目隠し × ささやき! 「エッチなことしたいの…?♪」 脳直ウィスパーボイスを注ぎ込まれてアヘとろ射精! くびれた腰をヘコらせデカパイ揺らし顔騎オナニー! M字騎乗位見せつけグラインドで視覚 & 聴覚からチ●ポを責める! 計5発【M男のち●こ全部ヌク大作戦! #008】 | STCV-121     | 素人CLOVER             |      |
| 6月26日  | 女子アナと一緒にハロウィンパーティー! コスプレ姿の女子アナが感じまくりのイキまくり! マ●コも濡れてヒ～クヒクッ! 完全版 | PPP-2469     | パラダイステレビ       |      |
| 7月7日   | 接吻しまくり淫口よだれ女 逢見リカ | WPSL-124     | WAAPサロン             |      |
| 7月14日  | たった16分間2人っきりにしてみたら… 結果、3発抜かれてました。 逢見リカ | DTSL-073     | ドリチケ★サロン        |      |
| 7月15日  | 女子アナとエッチな秋祭り! お神輿かついで感じまくりのイキまくり! マ●コも濡れてヒ～クヒクッ! 完全版 | PARATHD-3507 | パラダイステレビ       |      |
| 8月12日  | 女子アナX’mas! 聖なる夜に感じまくりのイキまくり! マ●コも濡れてヒ～クヒクッ! 完全版 | PARATHD-3530 | パラダイステレビ       |      |
| 8月24日  | あいらぶおじさま 逢見リカ | WPSL-142     | WAAPサロン             |      |
| 9月16日  | 女子アナ新年会! 2022年も感じまくりのイキまくり! マ●コも濡れてヒ～クヒクッ! 完全版 | PARATHD-3549 | パラダイステレビ       |      |
| 10月28日 | R115ちゃん & M115ちゃん | SHINKI-115   | 蜃気楼                 |      |
| 11月26日 | りかさん | GERK-465     | ゲリラ                 |      |
| 12月2日  | （仮）暗黒025さん | ANKK-025     | 暗黒                   |      |

| 発売日   | タイトル | 品番       | メーカー             | 備考 |
| -------- | --- | ---------- | -------------------- | ---- |
| 2月21日  | りかりか | PCOTTA-518 | パコッター           |      |
| 2月21日  | りかりか 2 | PCOTTA-543 | パコッター           |      |
| 3月11日  | （仮）暗黒痴女004さん | ANKC-004   | 暗黒                 |      |
| 8月9日   | ゆいか & たかし | NNP-026    | 素人ナンパバラエティ |      |
| 10月13日 | （仮）暗黒078さん | ANKK-078   | 暗黒                 |      |
| 12月1日  | 【極上ミニマム巨乳美少女】 アプリでマッチしたFカップゲーマー 「ガツガツしてる人は嫌い」 ガード固め? → 初回デートでお持ち帰りされる → 奥を突かれて「ヤバい気持ちい///」を連呼するエッチ大好き娘でしたwww えいぷりる | MAN-003    | 黒船                 |      |
| 12月12日 | ヤミヤミアルコール / 背がちっちゃいのに体が強烈にエロい女 | YMYM-031   | ヤミヤミ             |      |

| 発売日  | タイトル          | 品番     | メーカー     | 備考 |
| ------- | ----------------- | -------- | ------------ | ---- |
| 1月5日  | （仮）暗黒090さん | ANKK-090 | 暗黒         |      |
| 1月21日 | りか              | TAKE-005 | オモチカエリ |      |

### 女性向けアダルト作品
配信作品
| 発売日  | タイトル | 品番      | メーカー   | 備考   |        |
| 2021年  | 2021年 | 2021年    | 2021年     | 2021年 | 2021年 |
| ------- | --- | --------- | ---------- | ------ | ------ |
| 8月12日 | 汗だくカップルSEX ～エアコンが壊れた猛暑日、業者が来るまでの時間すら待てずに窓を開けたままヤッちゃった♪～ 長瀬広臣 逢見リカ                                                                      | GRMR-058  | ムラっch   |        |        |
| 8月26日 | 仲の良いアイツはAV好きムッツリスケベ女子だった! ～異性として意識していなかった女友達のAV好きが発覚し、ふざけてAVの真似しているうちにお互い我慢できなくなりヤッてしまいました～ 長瀬広臣 逢見リカ | GRKG-018  | カゲキっch |        |        |
| 2022年  | |           |            |        |        |
| 6月22日 | もっと知りたい 保志健斗 逢見リカ | SILKS-071 | SILK LABO  |        |        |

### イメージDVD / BD
| 発売日   | タイトル                    | 規格品番  | 規格品番   | メーカー               | 備考                              |
| 発売日   | タイトル                    | DVD       | BD         | メーカー               | 備考                              |
| 2019年   | 2019年                      | 2019年    | 2019年     | 2019年                 | 2019年                            |
| -------- | --------------------------- | --------- | ---------- | ---------------------- | --------------------------------- |
| 8月1日   | Rika めぐり逢う運命         | REBD-399  | REBDB-385  | REbecca                |                                   |
| 12月20日 | My Own Fairy-Tale 逢見リカ  | SPRL-020  | SPRBD-020  | Superlative            |                                   |
| 2020年   |                             |           |            |                        |                                   |
| 10月16日 | Pretty! 逢見リカ            | MBDD-2046 | MBDD-2046B | メディアブランド       |                                   |
| 2021年   |                             |           |            |                        |                                   |
| 3月26日  | Honey 逢見リカ              | SPA-020   |            | スパークビジョン       |                                   |
| 4月28日  | ヴィーナス・テルメ 逢見リカ | SHMO-214  | SHMB-030   | オルタックスソフト販売 | DVD版とBD版でジャケットが異なる。 |
| 2021年   |                             |           |            |                        |                                   |
| 6月26日  | AV女優 逢見リカ             | SXAR-011  | SXAR-011B  | スパークビジョン       |                                   |
| 2022年   |                             |           |            |                        |                                   |
| 6月30日  | 彼女の中身 逢見リカ         | NUDV-010  | NUDV-010B  | LaVenus                |                                   |
| 2023年   |                             |           |            |                        |                                   |
| 4月14日  | リカの雫 逢見リカ           | MBDD-2083 | MBDD-2083B | メディアブランド       | BD版にはBD限定 特典映像を収録。   |

## 出演

### テレビ
- 絶対に感じてはいけないお天気キャスター（2020年9月24日、パラダイステレビ） - 女子アナ[23]
- 240分テレビ・エロは地球を救う2020（2020年12月5日、パラダイステレビ） - 女子アナ[24]
- 女子アナ大新年会!　おとそ気分で××まくりの◇◇まくり!　マ◎◎も濡れてヒ～クヒクッ!（2021年1月28日、パラダイステレビ） - 女子アナ[25]
- 女子アナバレンタイン！ あまぁ～いチョコで感じまくりのイキまくり! マ●コも濡れてヒ～クヒクッ!（2021年2月25日、パラダイステレビ） - 女子アナ[26]
- パラダイステレビ女子アナウンサー新人デビューSP（2021年4月22日、パラダイステレビ）[27]
- 女子アナと一緒に「父の日」をお祝い! 父に感謝しつつ乳で感じまくりのイキまくり! マ●コも濡れてヒ〜クヒクッ!（2021年6月24日、パラダイステレビ）[28]
- 女子アナ海の家へようこそ! エッチなサービス満点で感じまくりのイキまくり! マ●コも濡れてヒ～クヒクッ!（2021年7月22日、パラダイステレビ）[29]
- パラダイステレビ・涙の女子アナ卒業式（2022年3月24日、パラダイステレビ）[30]
- LINXカフェ第五夜（2022年8月17日、エンタ!959）[31]

### オリジナルビデオ
- エクスタシー・キャットメイドRINKO　誘惑雌猫のHな恩返し（2021年5月7日、竹書房　吉行由実監督） - 凛子役[32]
- 新・嬢王夜曲 野望と愛欲に踊るキャバ嬢たち（2021年9月3日、竹書房、山内大輔監督、※他出演：希島あいり、及川大智、安藤ヒロキオ）[33]

### 配信ドラマ
- ラブラブシェアハウス ハウスメイトのヒミツと恋のラプソディー（2022年5月4日、U-NEXTほか）[34]

### ラジオ
- ラジオのアナ〜ラジアナ/深夜3時のヒロイン（2023年3月3日、3月9日、FM NACK5）

### ライブイベント
- LADY MADONNA -拡大版-（2021年11月25日、川崎CLUB CITTA'）[35]
- LADY MADONNA vol.15（7月28日、青山RizM）[36]

## 書籍

### 写真集
- Kiss my Rika!（2019年12月25日、ジーウォーク、撮影:安田一福）ISBN 978-4862979728

### デジタル写真集
2021年
- LOVEPOP デラックス 逢見リカ 001（4月2日、PAD）
- LOVEPOP デラックス 逢見リカ 002（5月7日、PAD）
- AV女優 逢見リカ（6月3日、スパークビジョン、撮影：SKS）
- If I See You in My Dreams. 逢見リカ（6月4日、プレステージ出版、撮影：松田忠雄）
- 夢で、逢えたら。 逢見リカ（6月4日、プレステージ出版、撮影：松田忠雄）

2022年
- ヘアヌードだらけの全裸大新年会 2022（1月4日、小学館、撮影：上野勇）
- 絶対的スーパーナチュラルポーズブック 逢見リカ（1月28日、プレステージ出版、撮影：Taro Washio）
- 絶対的透け透けテカテカポーズブック 逢見リカ（3月25日、プレステージ出版、撮影：Taro Washio）
- DokkiriQueen 逢見リカ（11月17日、シーガル）

2023年
- ギリギリ★あいどる倶楽部 「彼女の中身」 逢見リカ写真集（3月24日、ピンク倶楽部、撮影：LaVenus）
- 全裸おみこしワッショーイ! 2023夏（7月21日、小学館、撮影：カノウリョウマ）
- DokkiriQueen 逢見リカ B（9月28日、シーガル）
- 逢見リカ INSIDE HER（11月28日、ドラゴンフライブック）
- リカの雫 逢見リカ（12月2日、メディアブランド）

### 雑誌
- 週刊実話 2020年2月6日号（日本ジャーナル出版） - 袋とじ「美巨乳女優ヌード“共艶”」
- 週刊大衆 2020年2月10日号（双葉社） - グラビア
- 金のEX NEXT デラックス（大洋図書） - 袋とじ「官能ヌード競艶」
- 週刊アサヒ芸能 2020年3月12日号（徳間書店） - グラビア